# Pascal Couchepin
Pascal Couchepin (Martigny, cantón del Valais, Suiza, 5 de abril de 1942) es un político suizo, miembro del Partido Radical Democrático Suizo y luego del Partido Liberal Radical Suizo tras la fusión del primero con el Partido Liberal Suizo. Fue miembro del Consejo Federal de Suiza de 1998 a 2009.

## Biografía
Licenciado en Derecho de la Universidad de Lausana al igual que su padre, trabajó como abogado independiente. Comenzó su carrera política en 1968 como miembro del ejecutivo de su ciudad natal, Martigny. Elegido vicealcalde de la ciudad en 1976, es elegido alcalde en 1984, función que conservará hasta 1998.  
Su carrera federal empieza en 1979, cuando es elegido al Consejo Nacional como diputado del PRD. De 1989 a 1996 presidió el grupo parlamentario del partido. Durante su mandato fue presidente de la Comisión de la Ciencia y de la Búsqueda del Consejo Nacional y presidente de la sección de la comisión de gestión del Departamento Federal de Justicia y Policía.
Entre otras cosas, asumió responsabilidades en el seno de consejos de administración de empresas del sector de la energía, comunicaciones y de la industria mecánica. También tuvo responsabilidades en el sector de la salud y en asociaciones a favor de los discapacitados. 

## Consejo Federal
Fue elegido al Consejo Federal Suizo el 11 de marzo de 1998. El 1 de abril de 1998 es investido como ministro del Departamento Federal de Economía, departamento que dirigirá hasta el 31 de diciembre de 2002. En esta función tuvo que ocuparse principalmente de los departamentos de Agricultura, Comercio exterior, Trabajo y Formación profesional. Durante este período representó además a Suiza ante la Organización Mundial de Comercio (OMC) y lleva el título de Gobernador del Banco Mundial (BM) y del Banco Europeo para la Reconstrucción y el Desarrollo (BERD).
El 4 de diciembre de 2002 es elegido presidente de la Confederación para 2003. El 1 de enero de 2003 toma la dirección del Departamento Federal del Interior que se ocupa de la seguridad social, la salud, la educación, la formación universitaria, la investigación y la cultura. En 2007 es elegido por segunda vez presidente de la Confederación para el año 2008.
El 12 de junio de 2009, Pascal Couchepin anunció su salida del Consejo Federal para finales de octubre. Su sucesor Didier Burkhalter fue elegido el 16 de septiembre en la cuarta vuelta de la elección.